# Trest smrti v Izraeli
Trest smrti v Izraeli je povolen pouze v době války a to za genocidu, zločiny proti lidskosti, válečné zločiny, vlastizradu a zločiny proti židovskému lidu. Izrael zdědil zákoník z období Britského mandátu Palestina, který zahrnoval trest smrti pro několik trestných činů, ale v roce 1954 Stát Izrael zrušil trest smrti v míru, s výjimkou výše uvedených trestných činů.
Jedním z důvodů pro zřídkavé používání trestu smrti v Izraeli je židovské náboženské právo. Biblický zákon sice výslovně nařizuje trest smrti pro 36 trestných činů, od vraždy a cizoložství k modlářství a znesvěcení soboty. Přesto židovští učenci od počátku letopočtu vyvinuli dosti omezující pravidla, aby se zabránilo odsouzení nevinných a od trestu smrti se tak v praxi de facto upustilo.

## Popravení
Prvním odsouzeným a následně i popraveným člověkem byl Me'ir Tobianski. Tento izraelský voják v Arabsko-izraelské válce v roce 1948, který byl, jak se až teprve později ukázalo, falešně obviněn z vlastizrady, byl popraven zastřelením poté, co jej vojenský soud uznal vinným.
Druhým popraveným v historii státu Izrael byl nacistický válečný zločinec Adolf Eichmann. Byl oběšen v roce 1962 poté, co byl roku 1960 unesen z Argentiny a následujícího roku odsouzen za účast na nacistických válečných zločinech souvisejících s holokaustem.
Jiní, včetně nacistického zločince Johna Demjanjuka, byli odsouzeni k smrti, ale odvoláním verdikt zvrátili.